# Долгий Врх
Долгий Врх (словен. Dolgi Vrh) — поселення в общині Словенська Бистриця, Подравський регіон‎, Словенія.